# Dactylaena micrantha
Dactylaena micrantha là một loài thực vật có hoa trong họ Màng màng. Loài này được Schrad. ex Schult. & Schult.f. mô tả khoa học đầu tiên năm 1829.